# Alticola tuvinicus
Alticola tuvinicus is een zoogdier uit de familie van de Cricetidae. De wetenschappelijke naam van de soort werd voor het eerst geldig gepubliceerd door Ognev in 1950.